# پانگکهام
پانگکهام (برمه‌ای: ပန်ခမ်းမြို့، چینی: 邦康; پین‌یین: Bāngkāng; وا: Bangkum)، که تا پیش از سال ۱۹۹۹ پانگسانگ نامیده می‌شد، یک شهر مرزی در شرق ایالت شان میانمار و پایتخت دفاکتوی ایالت وا است.